# 妙典駅

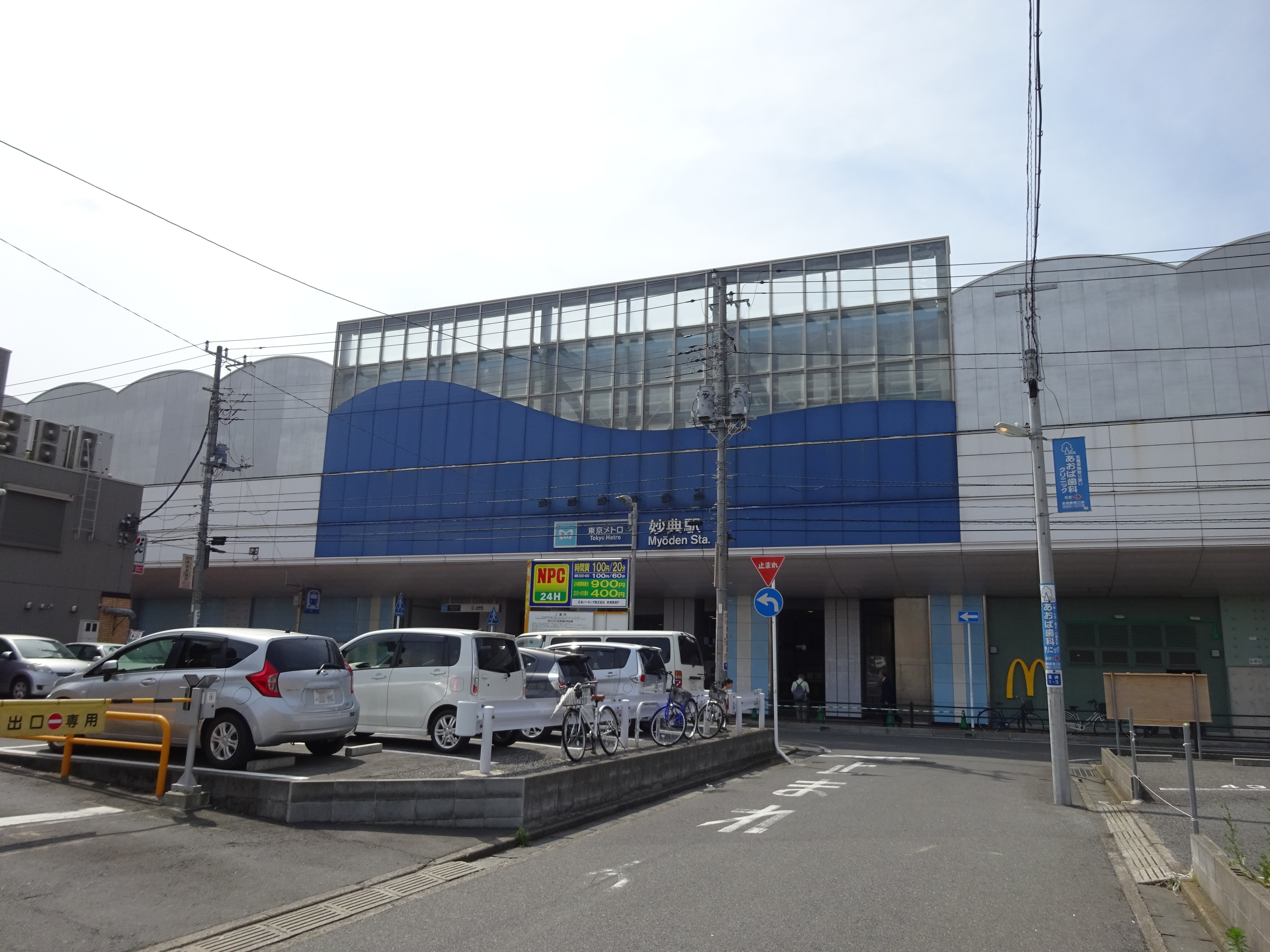
南口（2017年6月）

妙典駅（みょうでんえき）は、千葉県市川市富浜一丁目にある、東京地下鉄（東京メトロ）東西線の駅である。駅番号はT 21。東西線の駅では最も新しい。

## 歴史
かつては下妙典信号所と呼ばれ、行徳検車区（現・深川検車区行徳分室）への入出庫線が分岐し、行徳駅始発電車が待機する場所だった。当駅開業と同時に、行徳駅を始発・終着としていた列車はすべて当駅始発・終着に変更となった。

### 年表
- 1969年（昭和44年）3月29日：帝都高速度交通営団（営団地下鉄）東西線東陽町 - 西船橋間開業時に下妙典信号所を設置。
- 1997年（平成9年）2月：新駅建設工事着工[3]。
- 1999年（平成11年）6月22日：駅名を「妙典駅」に決定する[5]。
- 2000年（平成12年）
  - 1月22日：開業[2][6][7]。総工費56億6,000万円[3]。
  - 4月28日：商業施設「M'avみょうでん」がオープン[7][8]。
- 2004年（平成16年）4月1日：帝都高速度交通営団（営団地下鉄）民営化に伴い、当駅は東京地下鉄（東京メトロ）に継承される[9]。
- 2007年（平成19年）3月18日：ICカード「PASMO」の利用が可能となる[10]。
- 2012年（平成24年）9月：「東西線ソーラー発電所」計画の一環で当駅に太陽光発電システムが導入される[11][12]。
- 2015年（平成27年）
  - 3月7日：1番線で大開口ホームドアの実証試験を開始（同年9月頃まで）[13]。
  - 6月12日：発車メロディを導入[14]。

## 駅構造
島式ホーム2面4線を有する3階建ての高架駅であり、外側の1・4番線が本線（日中は通過線として利用している。）、内側の2・3番線が待避線である。ホームの最大幅員は中野方面が10メートル、西船橋方面が6.5メートルとなっている。近くに深川検車区行徳分室（旧・行徳検車区）があり、入出庫駅となっている。
駅構内には、1階の改札口から2階を経て3階のホームへとつながる階段があり、1階と2階を結ぶエスカレーターが2基、加えて2階と3階にある1・2番線および3・4番線ホームを繋ぐエスカレーターがそれぞれ2基ずつ設置されている。エレベーターは、1階の改札口から直接3階のホームへと繋がっており、1・2番線および3・4番線ホームへ向かうものがそれぞれ1基ずつ設置されている。トイレは一階の改札内にあり、多機能トイレも併設されている。

### のりば
| 番線 | 路線   | 行先                           |
| ---- | ------ | ------------------------------ |
| 1・2 | 東西線 | 西船橋・津田沼・東葉勝田台方面 |
| 3・4 | 東西線 | 中野・三鷹方面                 |

（出典：東京メトロ:構内図）
- 当駅で各駅停車は快速の通過待ちをすることがある。なお、日中時間帯は葛西駅での通過待ちであり、当駅では行わない。
- 快速列車の運行時間帯は待避の有無にかかわらず、各駅停車は2・3番線を使用する。

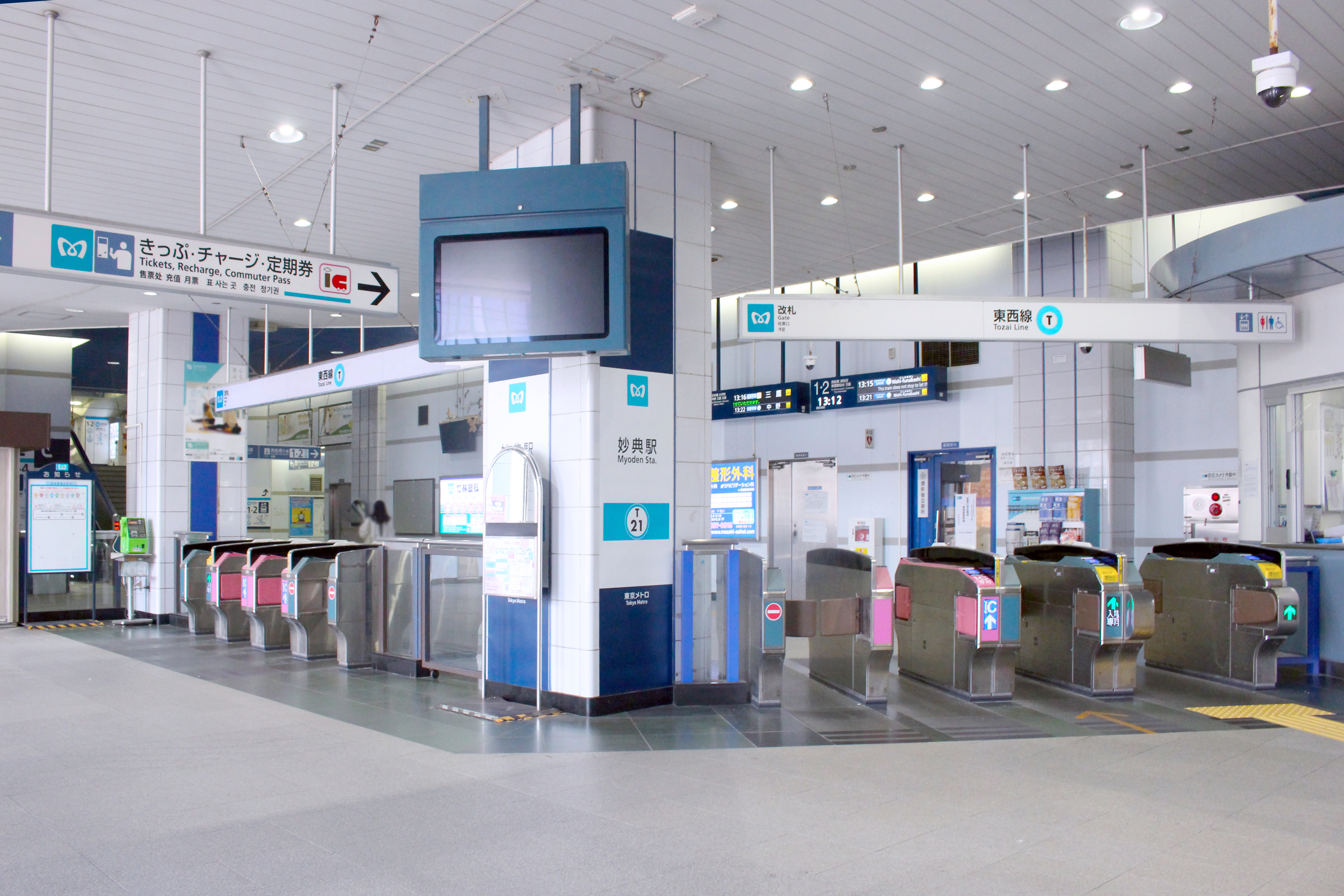
改札口（2024年8月）
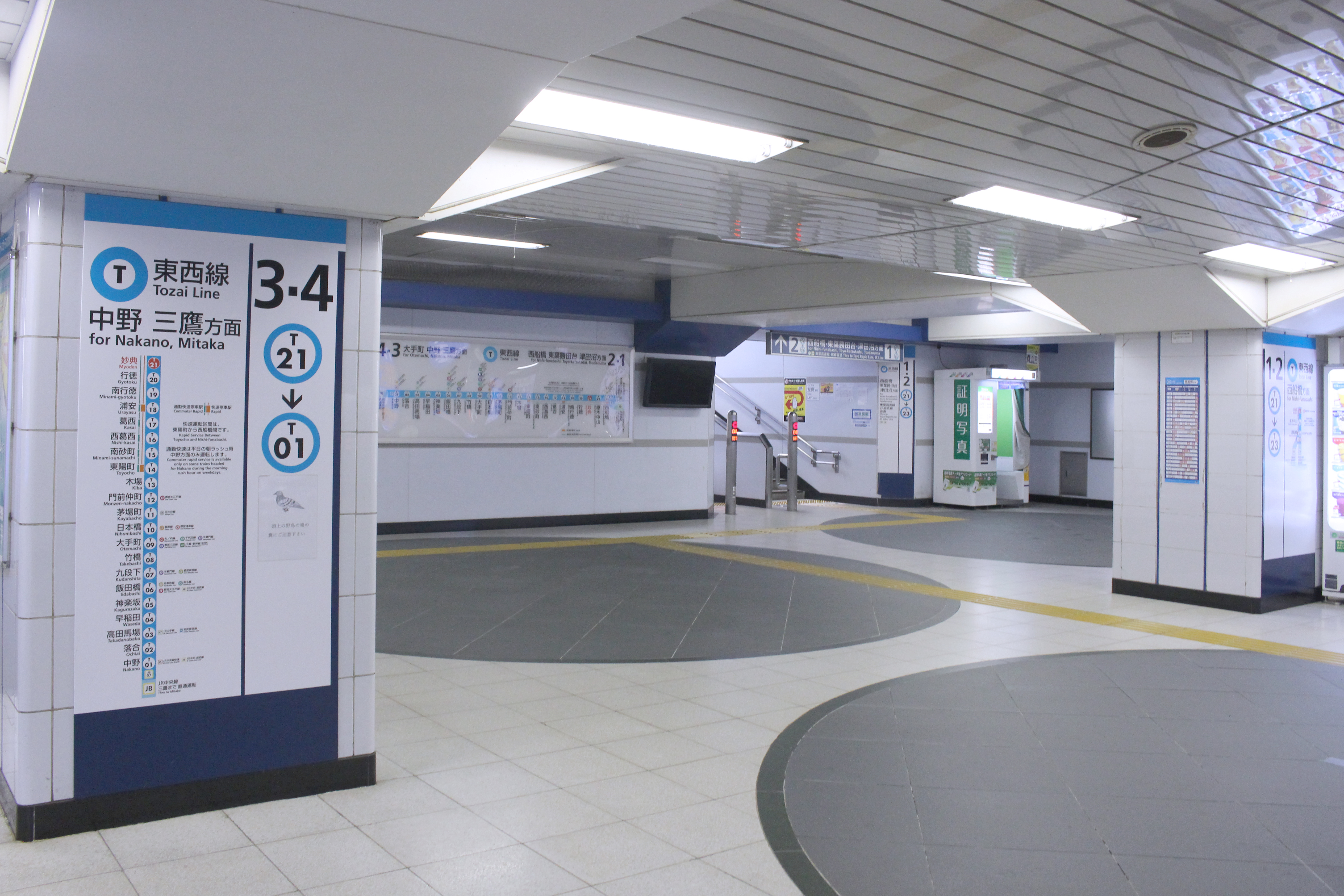
改札内コンコース（2024年8月）
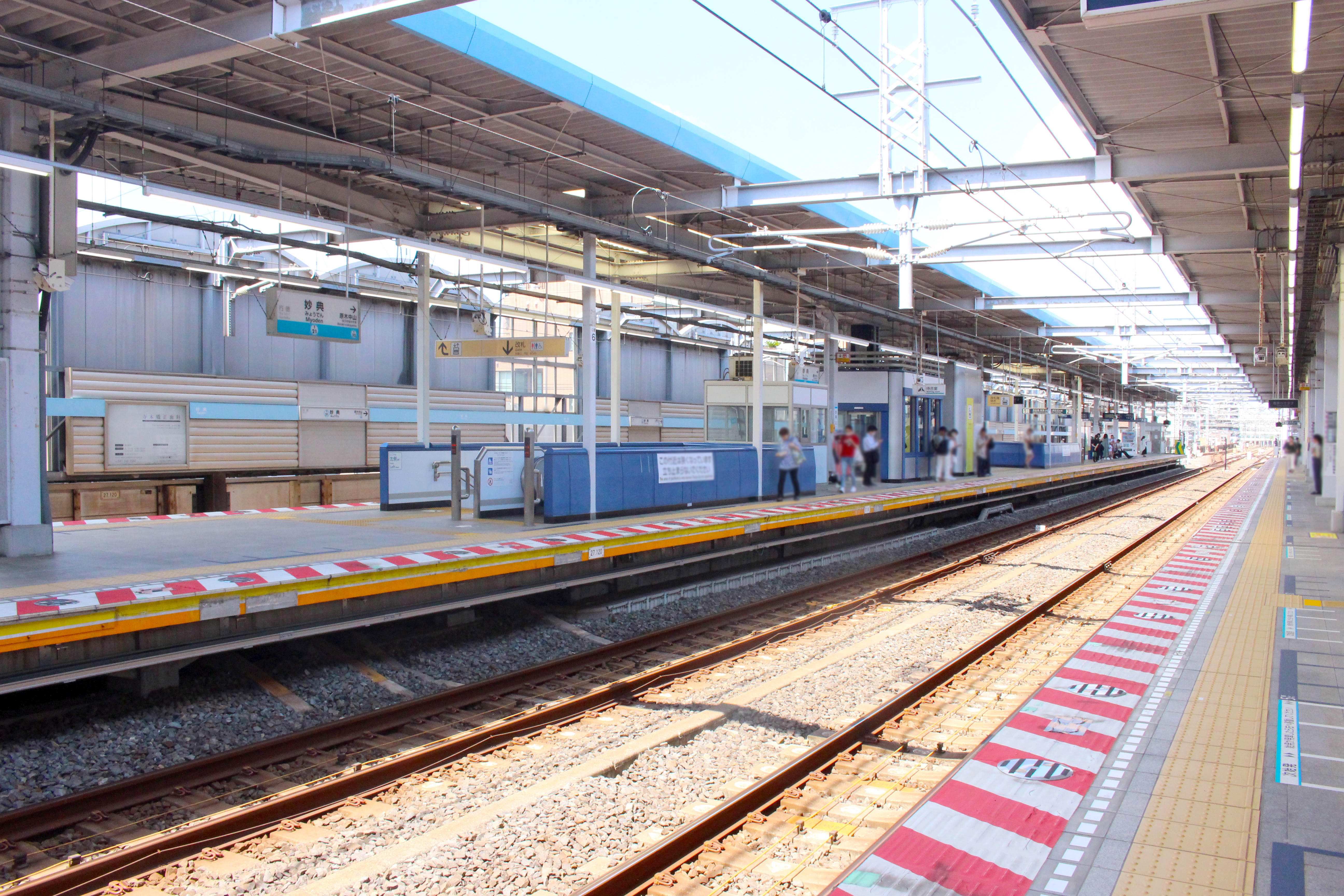
駅ホーム（2024年8月）
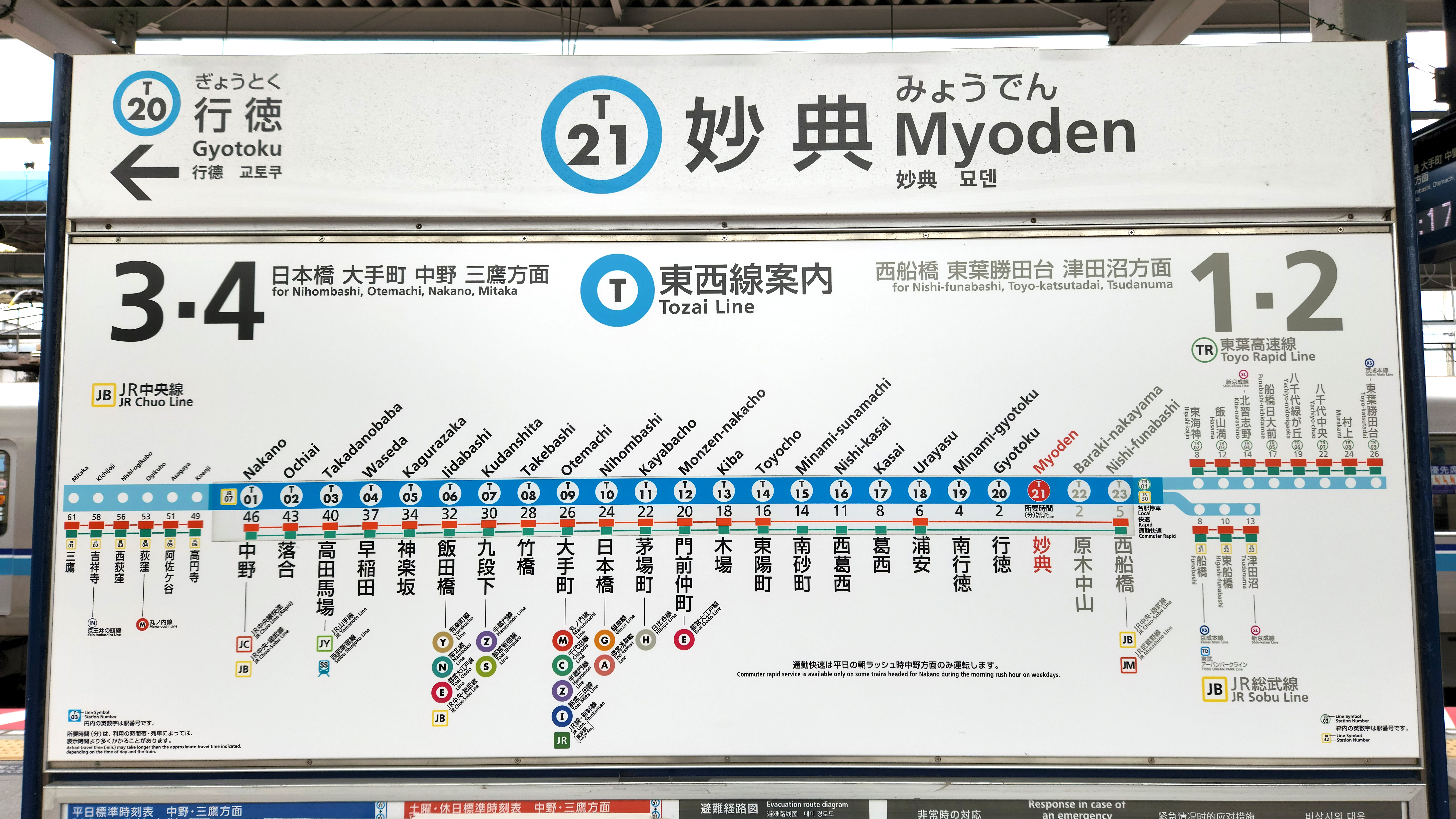
駅名標（2022年7月）

### 発車メロディ
2015年6月12日から向谷実作曲の発車メロディ（発車サイン音）を使用している。
曲は1・2番線が「A Day in the METRO」、3・4番線が「Beyond the Metropolis」である（詳細は東京メトロ東西線#発車メロディを参照）。

### 駅高架下商業施設（M'avみょうでん）
出店店舗の一覧・詳細情報はメトログルメ・ショッピングセンター公式サイトを参照。

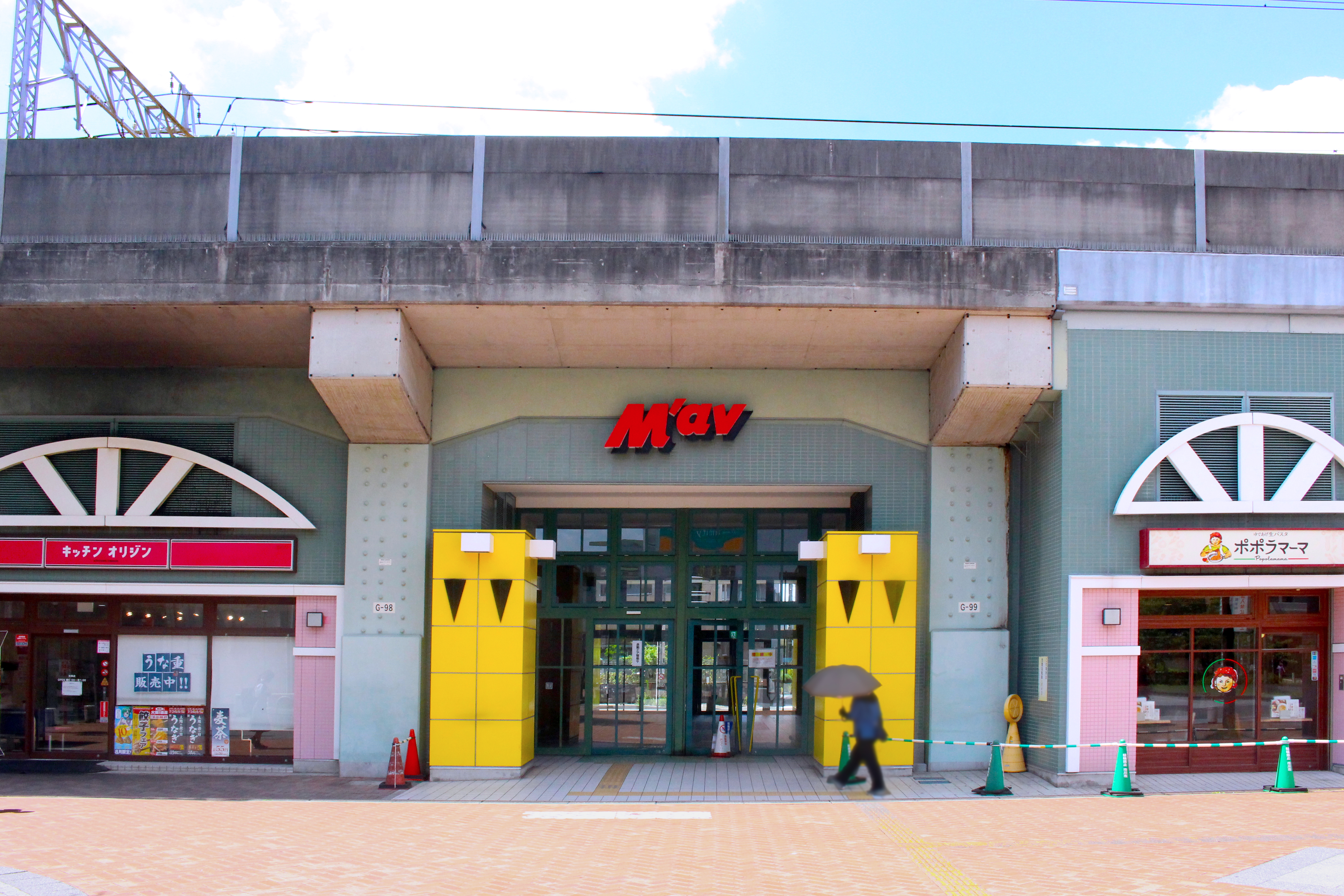
M'avみょうでん Bブロック（2024年8月）

## 利用状況
2024年度の1日平均乗降人員は50,244人であり、東京メトロ全130駅中77位。
開業後の1日平均乗降人員・乗車人員の推移は以下の通りである。
| 年度               | 1日平均 乗降人員 | 1日平均 乗車人員 | 出典              |
| ------------------ | ---------------- | ---------------- | ----------------- |
| 1999年（平成11年） |                  | 11,242           | [ 千葉県統計 1 ]  |
| 2000年（平成12年） |                  | 16,220           | [ 千葉県統計 2 ]  |
| 2001年（平成13年） |                  | 18,638           | [ 千葉県統計 3 ]  |
| 2002年（平成14年） | 37,761           | 19,296           | [ 千葉県統計 4 ]  |
| 2003年（平成15年） | 39,078           | 20,035           | [ 千葉県統計 5 ]  |
| 2004年（平成16年） | 41,018           | 20,537           | [ 千葉県統計 6 ]  |
| 2005年（平成17年） | 41,905           | 21,159           | [ 千葉県統計 7 ]  |
| 2006年（平成18年） | 42,983           | 21,597           | [ 千葉県統計 8 ]  |
| 2007年（平成19年） | 44,666           | 22,314           | [ 千葉県統計 9 ]  |
| 2008年（平成20年） | 45,635           | 22,614           | [ 千葉県統計 10 ] |
| 2009年（平成21年） | 45,144           | 22,444           | [ 千葉県統計 11 ] |
| 2010年（平成22年） | 45,774           | 22,769           | [ 千葉県統計 12 ] |
| 2011年（平成23年） | 45,346           | 22,565           | [ 千葉県統計 13 ] |
| 2012年（平成24年） | 45,532           | 22,685           | [ 千葉県統計 14 ] |
| 2013年（平成25年） | 46,793           | 23,306           | [ 千葉県統計 15 ] |
| 2014年（平成26年） | 47,463           | 23,620           | [ 千葉県統計 16 ] |
| 2015年（平成27年） | 48,991           | 24,369           | [ 千葉県統計 17 ] |
| 2016年（平成28年） | 50,589           | 25,169           | [ 千葉県統計 18 ] |
| 2017年（平成29年） | 51,537           | 25,633           | [ 千葉県統計 19 ] |
| 2018年（平成30年） | 52,953           | 26,333           | [ 千葉県統計 20 ] |
| 2019年（令和元年） | 53,009           | 26,353           | [ 千葉県統計 21 ] |
| 2020年（令和02年） | 40,207           | 20,096           | [ 千葉県統計 22 ] |
| 2021年（令和03年） | 41,366           | 20,658           | [ 千葉県統計 23 ] |
| 2022年（令和04年） | 45,243           | 22,583           | [ 千葉県統計 24 ] |
| 2023年（令和05年） | 48,489           |                  |                   |
| 2024年（令和06年） | 50,244           |                  |                   |

## 駅周辺

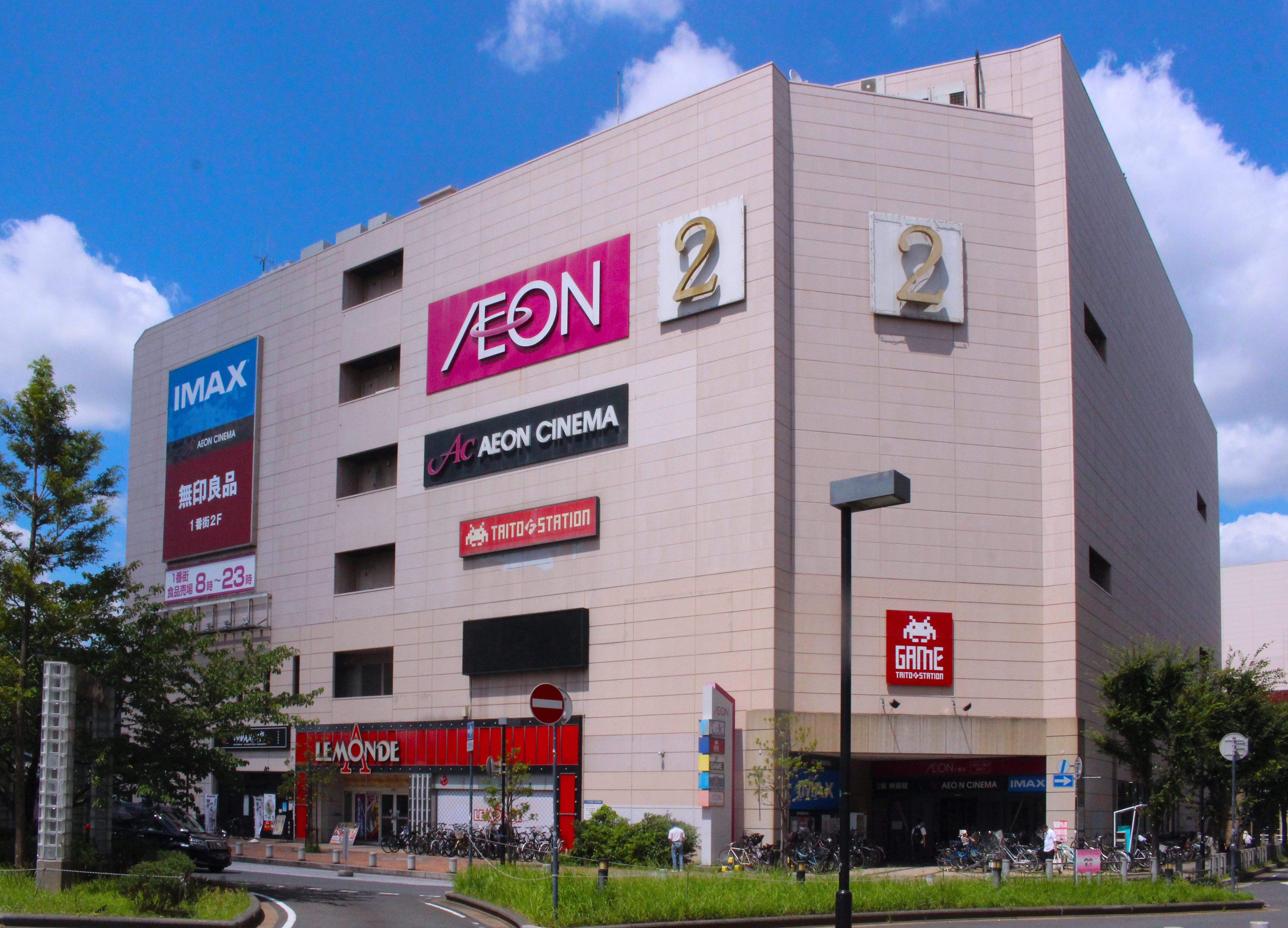
イオン市川妙典店 2番街

駅南側に首都高速湾岸線（千鳥町出入口）、千葉県道179号船橋行徳線が走り、駅北側には千葉県道6号市川浦安線（行徳バイパス）が走る。江戸川（旧放水路）の河口付近はハゼ釣りの名所として知られ、東西線の江戸川橋梁付近には釣り船が多く係留されている。
駅東側の妙典地区は、隣駅の名前にもなっている「行徳」地域の一部で、1989年（平成元年）2月27日に行徳地区で最後に区画整理事業が開始された。高架下にはM'avみょうでん（商店街）が広がる。

### 南口

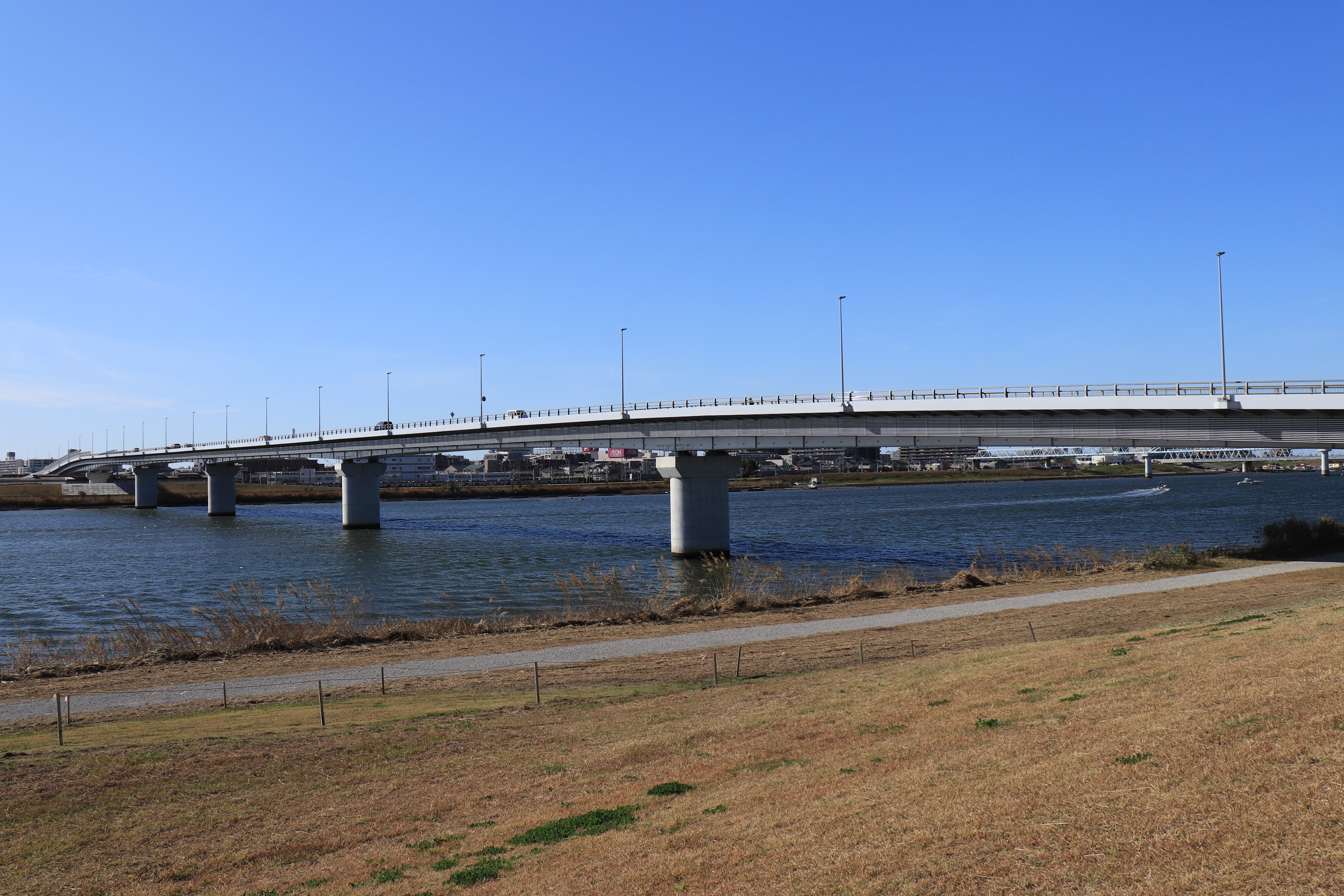
妙典橋

- 東京地下鉄深川検車区行徳分室
- 行徳警察署 妙典駅前交番
- 行徳警察署 塩焼交番
- 市川市立妙典中学校
- 市川市立塩焼小学校
- 市川市立幸小学校
- 市川塩焼郵便局
- 市川幸郵便局
- JAいちかわ 妙典支店
- イオン市川妙典店
  - イオンシネマ市川妙典
  - ヴィレッジヴァンガード
- マツモトキヨシ
- 妙典センタービルディング
  - コナミスポーツクラブ 妙典
  - スーパーホテル 東西線・市川・妙典駅前
- ウエルシア薬局 市川妙典店
- カメラのキタムラ 市川・妙典店
- 妙典橋
- 妙典少年野球場
- 白妙公園
- 塩焼中央公園
- 行徳中央公園
- 妙典公園

### 北口

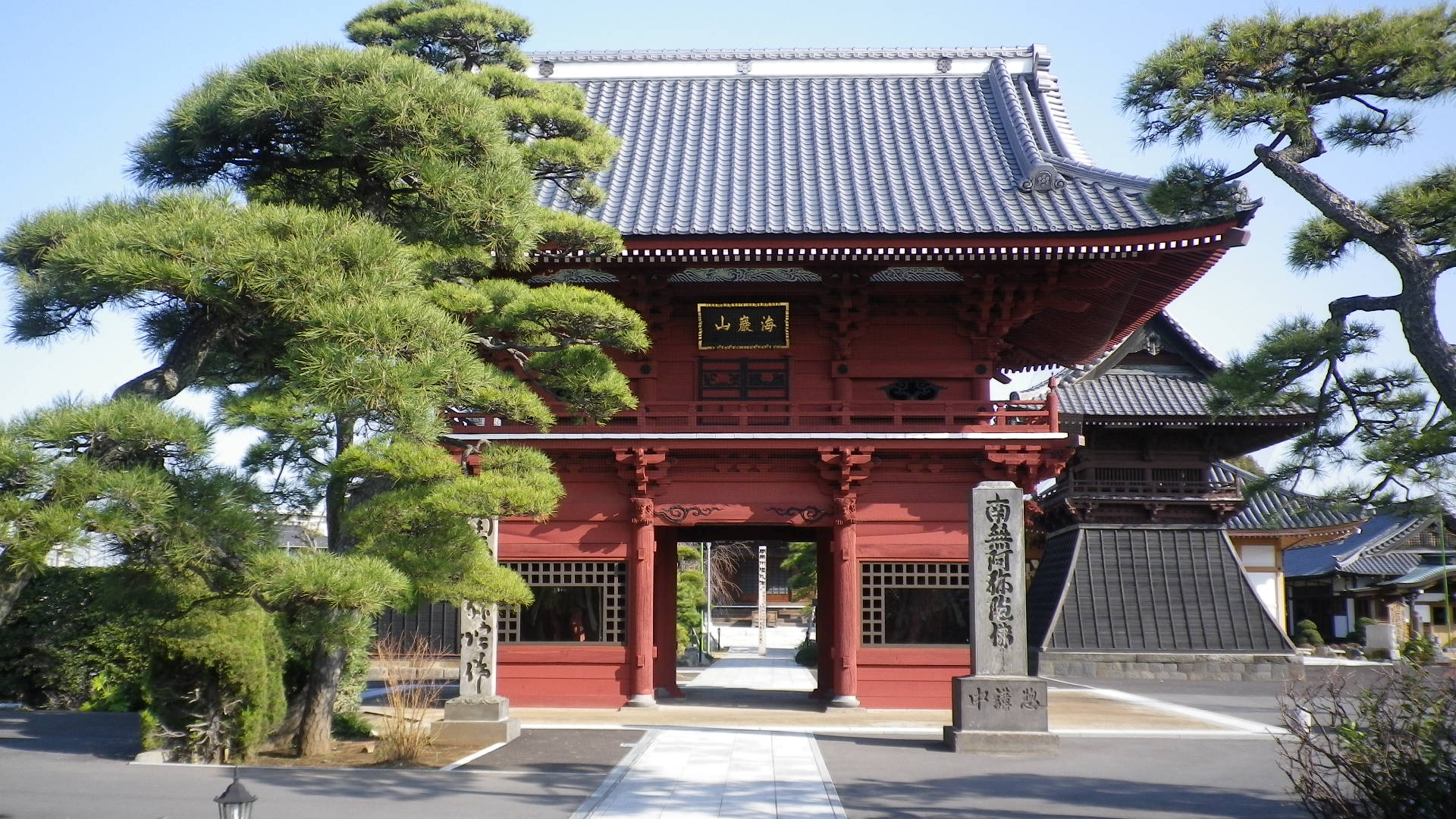
徳願寺

- 国土交通省関東地方整備局 江戸川河川事務所（江戸川河口出張所）
- 千葉県水道局 妙典給水場
- 市川市本行徳公民館
- 市川市消防局 南消防署行徳出張所
- 市川市立妙典小学校
- 市川市立行徳小学校
- 市川富浜郵便局
- 京葉銀行 行徳支店
- 江戸川河川敷野球場 第12号グラウンド
- 徳願寺

## バス路線
東口ロータリーに京成バス千葉ウエストの路線が乗り入れている。また、駅南東側に『富浜』バス停があり始発から9時台まではここから発着。2010年7月16日からは、『富浜』バス停に羽田空港行きリムジンバスが停車するようになった。 
2024年4月のダイヤ改正で『富浜』バス停が『妙典駅』に編入され番線が振り分けられた。なお、編入後も引き続き始発から9時台までは旧『富浜』乗り場からの発着となる。
ただし、後述の羽田空港リムジンバス乗り場では引き続き『富浜（妙典駅）』を使用。
| 番線                 | 系統             | 主要経由地                     | 行先                           | 運行事業者                        | 備考                                                               |
| -------------------- | ---------------- | ------------------------------ | ------------------------------ | --------------------------------- | ------------------------------------------------------------------ |
| 1                    | わくわくバス     | 新行徳橋南・田尻三丁目         | 現代産業科学館・メディアパーク | 市川市                            | 京成バス千葉ウエストに委託                                         |
| 1                    | わくわくバス     | 行徳駅・南行徳駅               | 東京ベイ医療センター           | 市川市                            | 京成バス千葉ウエストに委託                                         |
| 1                    | わくわくバス     | 行徳駅                         | 南行徳駅                       | 市川市                            | 京成バス千葉ウエストに委託                                         |
| 2                    | 行徳02           | 幸二丁目・行徳中央病院・行徳駅 | 妙典駅                         | 京成バス千葉ウエスト              | 一部、行徳総合病院経由                                             |
| 2                    | 塩浜01           | 幸二丁目・行徳中央病院・千鳥町 | 市川塩浜駅                     | 京成バス千葉ウエスト              | 一部、行徳総合病院経由                                             |
| 3                    | 行徳02           | 幸二丁目・行徳中央病院・行徳駅 | 妙典駅                         | 京成バス千葉ウエスト              | 一部、行徳総合病院経由 始発から9時台まで発着。10時以降は降り場扱い |
| 3                    | 塩浜01           | 幸二丁目・行徳中央病院・千鳥町 | 市川塩浜駅                     | 京成バス千葉ウエスト              | 一部、行徳総合病院経由 始発から9時台まで発着。                     |
| 4                    | 行徳01           | 行徳中央公園・第七中学校       | 行徳駅                         | 京成バス千葉ウエスト              |                                                                    |
| 4                    | 行徳03           | 行徳中央公園・第七中学校       | 行徳駅 市川塩浜駅              | 京成バス千葉ウエスト              |                                                                    |
| 富浜（妙典駅）乗り場 | 空港リムジンバス |                                | 羽田空港                       | 京成バス千葉ウエスト 東京空港交通 |                                                                    |

## 隣の駅
東京地下鉄（東京メトロ）
 東西線
■快速・■通勤快速（通勤快速は中野方面のみ運転）
通過
■各駅停車
行徳駅 (T 20) - 妙典駅 (T 21) - 原木中山駅 (T 22)